# ファーレンハイト (アルバム)
『ファーレンハイト』（Fahrenheit）は、1986年発表のTOTOの通算6枚目のアルバム。ファーギー・フレデリクセンに代わって新たにジョセフ・ウィリアムズがリード・ボーカルとして加入。またドン・ヘンリー、マイケル・マクドナルドやマイルス・デイヴィスなど多数のゲスト・ミュージシャンがレコーディングに参加している。この作品を最後にスティーヴ・ポーカロは脱退した。

## 収録曲
| #   | タイトル                      | 作詞・作曲                       | 時間 |
| --- | ----------------------------- | -------------------------------- | ---- |
| 1.  | 「Till The End」              | Paich, Williams                  | 5:17 |
| 2.  | 「We Can Make It Tonight」    | B. Bregman, J. Porcaro, Williams | 4:16 |
| 3.  | 「Without Your Love」         | Paich                            | 4:33 |
| 4.  | 「Can't Stand It Any Longer」 | Lukather, Paich, Williams        | 4:40 |
| 5.  | 「I'll Be Over You」          | R. Goodrum, Lukather             | 3:50 |
| 6.  | 「Fahrenheit」                | Paich, J. Porcaro, Williams      | 4:39 |
| 7.  | 「Somewhere Tonight」         | Lukather, Paich, J. Porcaro      | 3:46 |
| 8.  | 「Could This Be Love」        | Paich, Williams                  | 5:14 |
| 9.  | 「Lea」                       | S. Porcaro                       | 4:29 |
| 10. | 「Don't Stop Me Now」         | Lukather, Paich                  | 3:05 |

## シングル
- "I'll Be Over You" / "In a Word"
- "I'll Be Over You" / "In a Word" / "Africa" / "99" [12" UK / Europe]
- "Without Your Love" / "Can't Stand It Any Longer"
- "Till the End" / "Don't Stop Me Now" [US / Japan]
- "Lea" / "Don't Stop Me Now" (released in the Netherlands and Philippines)

## 参加ミュージシャン
- スティーヴ・ルカサー - ギター、ボーカル
- デヴィッド・ペイチ - キーボード、ボーカル
- スティーヴ・ポーカロ - キーボード、ボーカル
- ジェフ・ポーカロ - ドラム、パーカッション
- マイク・ポーカロ - ベースギター
- ジョセフ・ウィリアムズ - ボーカル

### ゲスト・ミュージシャン
- ドン・ヘンリー - コーラス
- マイケル・マクドナルド - コーラス
- マイルス・デイヴィス - トランペット
- デイヴィッド・サンボーン - サックス
- ジョー・ポーカロ - パーカッション
- レニー・カストロ - パーカッション
- ジム・ケルトナー - パーカッション
- スティーヴ・ジョーダン - パーカッション